# Monte San Lucano
Der Monte San Lucano ist mit 2409 m s.l.m. der höchste Berg der Pale di San Lucano, einer Untergruppe der Palagruppe in den Dolomiten. Er liegt in der Gemeinde Taibon Agordino in der italienischen Provinz Belluno und gehört zusammen mit den gesamten Pale di San Lucano zum Welterbe Dolomiten.

## Lage und Umgebung
Der Monte San Lucano liegt im Nordkamm der Pale di San Lucano, der ihn mit der Quarta Pala di San Lucano im Westen und den El-Mul-Spitzen im Osten, bei denen der Kamm zur Forcella Besausega ausläuft, verbindet. Nach Süden fällt der Berg in einer knapp 100 m hohen Felswand zu einem Verbindungsgrat, der nach Südwesten zum Spiz di Lagunàz und zur Terza Pala di San Lucano sowie nach Südosten zur im Vergleich zur Prima Pala di San Lucano felsigen Hochfläche der Seconda Pala di San Lucano führt. Im Norden findet sich keine große Felswand, jedoch ist der Nordhang von Geröllfeldern und auch teilweise steilen Wiesen bedeckt, in denen sich auch kleinere Felswände befinden können.

## Alpinismus
Die Besteigung des Monte San Lucano erfolgt meist von Pradimezzo, einem Weiler der Gemeinde Cencenighe Agordino aus. Von hier folgt man Weg Nr. 764 durch das Valle del Torcòl zur Malga del Torcòl und zur Malga d' Ambrusogn. Jetzt geht man über den Weg Nr. 765 zunächst durch Koniferenwald, dann klettert man über Geröll und Latschen-Kiefern bis zur Forcella Besausega, bei der ein unmarkierter Steig unterhalb des Nordkamms der Pale di San Lucano zum Monte San Lucano führt. Hier kann man nun entweder die Südwand des Berges durchklettern oder über Wiesen zunächst auf den Kamm und zuletzt zum Gipfel aufsteigen.
Man kann auch von Taibon Agordino aus auf Weg Nr. 765 zuerst auf die grasige Hochfläche der Prima Pala steigen, wo sich außerdem die Biwakschachtel Bivacco Bedin als Übernachtungsmöglichkeit bietet, um dann über Geröll und Felssimse zur Forcella Besausega zu wandern, ab wo der Weg wie bei der anderen Aufstiegsroute weitergeht. 

## Karte
- Kompass Karten, Trentino, Blatt 683, Karte 2, 1:50000